# كمال شالوروس
كمال شالوروس (بالفارسية: کمال شالوروس) مصارع إيراني مختص في فنون القتال المختلطة.

## سجل الفنون القتالية المختلطة
| النتيجة | السجل | الخصم            | الطريقة | الحدث   | التاريخ       | الجولة | الزمن | المكان           | ملاحظات |
| ------- | ----- | ---------------- | ------- | ------- | ------------- | ------ | ----- | ---------------- | ------- |
| خسر     | 7–2-2 | خبيب نورماغومدوف | إستسلام | -       | 20 جانفي 2012 | 3      | 2:08  | الولايات المتحدة |         |
| خسر     | 7–2-1 | جيم ميلر         | TKO     | UFC 128 | 9 مارس 2011   | 3      | 2:15  | الولايات المتحدة |         |

## روابط خارجية
- كمال شالوروس على موقع IMDb (الإنجليزية)
- كمال شالوروس على موقع شيردوغ (الإنجليزية)